# Józef Smoczyński
Józef Smoczyński (ur. 2 września 1904 w Grudziądzu, zm. 2 listopada 1939 w lesie Szpęgawskim k. Starogardu Gdańskiego) – polski duchowny katolicki, profesor Seminarium Duchownego w Pelplinie.

## Życiorys
Był synem Albina (kupca) i Marty z Chojnackich. Uczęszczał do gimnazjum klasycznego w Grudziądzu, po maturze (1924) rozpoczął naukę w seminarium duchownym w Pelplinie. Biskup Stanisław Wojciech Okoniewski wysłał go na studia na Wydziale Teologicznym Uniwersytetu Warszawskiego (1927–1931), gdzie Smoczyński, pod wpływem jezuity Alojzego Bukowskiego, zainteresował się osobą i działalnością Stanisława Hozjusza. 28 września 1928 przyjął w Pelplinie święcenia kapłańskie. W maju 1931 uzyskał doktorat na podstawie rozprawy Eklezjologia Stanisława Hozjusza, przygotowanej pod kierunkiem ks. Wincentego Kwiatkowskiego. Pracował jako wikariusz parafii św. Katarzyny Aleksandryjskiej Panny i Męczennicy w Brodnicy (1931), a także katecheta i nauczyciel łaciny w Państwowym Gimnazjum Humanistycznym w Chełmży (1931–1932). We wrześniu 1933 biskup Okoniewski mianował go profesorem dogmatyki i historii dogmatów w seminarium duchownym w Pelplinie. Od 1937 był egzaminatorem prosynodalnym.
Smoczyński badał działalność Hozjusza i jego rolę w dziejach Kościoła katolickiego. W podjętym na nowo procesie beatyfikacyjnym kardynała pełnił funkcję wicepostulatora. Ogłosił kilka prac naukowych, głównie na łamach „Miesięcznika Diecezji Chełmińskiej”, m.in. Ogólny ustrój Kościoła i prymat jurysdykcyjny u Hozjusza (1933), Kardynał Hozjusz o autorytecie magisterskim soborów i papieży (1936), Pojęcie Kościoła na Wschodzie w świetle zachodnich przeobrażeń eklezjologicznych (1936); był także autorem książki Świątobliwy Sługa Boży Stanisław Hozjusz (1938). Przygotował do wydania dzieła Stanislai Hosii vita Stanisława Reszki (1938) i Theatrum Virtutum D. Stanislai Hosii Tomasza Tretera (1938). Gromadził również listy samego Hozjusza i planował ich wydanie, ale na przeszkodzie stanął wybuch II wojny światowej.
We wrześniu 1939 opuścił Pelplin, a jego mieszkanie zajęło gestapo, niszcząc rękopisy. Przebywał u rodziców w Gniewie, gdzie 30 października 1939 został aresztowany przez Niemców. Przez kilka dni więziony w lochach zamku gniewskiego, zginął 2 listopada 1939 w zbiorowej egzekucji w lesie Szpęgawskim.